# Misawa
Misawa (Japans: 三沢市, Misawa-shi) is een stad in de prefectuur Aomori in het noorden van Honshu, Japan. Op 1 november 2009 had de stad 42.385 inwoners. De bevolkingsdichtheid bedroeg 353 inw./km². De oppervlakte van de stad is 119,97 km². De stad ligt ten zuiden van het Ogawarameer in een vrij landelijke omgeving. De United States Air Force heeft hier een steunpunt genaamd Misawa Air Base.

## Geschiedenis
Misawa werd in februari 1948 een gemeente (machi) na samenvoeging van het dorp Misawa (三澤村, Misawa-mura) en delen van de dorpen Rokunohe (六戸村, Rokunohe-mura), Shimoda (下田村, Shimoda-mura) en Uranodate (浦野館村, Uranodate-mura) tot Omisawa (大三澤町, Ōmisawa-machi, letterlijk; Groot-Misawa). Op 1 september 1958 werd Misawa een stad (shi).

## Festivals
In Misawa zijn er vele festivals, zoals het kersenbloesenfestival (Hanami) en Tanabata en het lokale Kosuimatsuri. Tijdens het Kosuimatsuri worden de koninginnen van het Ogawaremeer (ook 'miss Misawa') gekozen: twee vrouwen uit Misawa en een Amerikaanse van de Misawa Air Base, allen in de leeftijd 15-25.
Misawa viert ook de Stichting van Japan dag (11 februari) op de Edgren High School van de Misawa Air Base. Er is ook een Amerika-dag waarop de Japans-Amerikaanse vriendschap wordt gevierd en versterkt door een grote parade en festiviteiten met veel eten.

## Verkeer
Misawa ligt aan de Tohoku-hoofdlijn van East Japan Railway Company.
Misawa ligt aan autoweg 338.

## Stedenbanden
Misawa heeft een stedenband met:
- Wenatchee, Washington, Verenigde Staten sinds 1981;
- East Wenatchee, Washington, Verenigde Staten sinds 2001.

De eerste geslaagde non-stop Grote Oceaan-vlucht, van Clyde Pangborn en Hugh Herndon in het vliegtuig Miss Veedol, vertrok van Misawa en landde in wat nu East Wenatchee is.

## Geboren in Misawa
- Takanonami Sadahiro (1971), sumoworstelaar